# 馬宮亮一郎
馬宮 亮一郎（まみや りょういちろう、1967年8月7日 - ）は、日本の実業家、三芳菊酒造株式会社代表取締役、杜氏。

## 人物・経歴

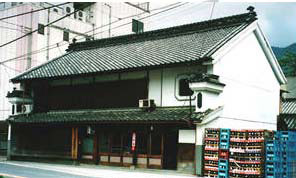
三芳菊酒造

1967年8月7日、徳島県三好郡池田町生まれ。池田小学校、池田中学校、県立池田高等学校卒業。
1989年、立教大学経済学部経営学科卒業。
大学時代は近所のレコード屋でバイトをしつつバンド活動を行う。卒業後も2年ほどレコード屋で働くが、実家の酒蔵の経営が芳しくなく、家業である酒蔵を守るため、1992年に地元に戻り、三芳菊酒造株式会社に入社する。
1998年、杜氏に就任。2000年、代表取締役に就任。三芳菊酒造は創業1889年（明治22年）で、馬宮亮一郎は5代目。
馬宮が蔵に戻った当時の三芳菊は、全て徳島県内で販売していたが業績が低迷し、地元で売れないなら外で売るしかないと、全くツテや当てがない中、ラベルや味を考えて、目立つ工夫をして、東京での販売を考える。しかし、東京では最初の頃、1週間回っても1本も売れないこともあったという。
転機は徳島県と共同で開発した新酵母「徳島酵母」だった。この酵母はワインのような酸味と果実のような甘みと香りを持つ日本酒を醸すが、この特徴をさらに引き立たせようと仕込み期間やもろみの温度を調整した。ラベルは中身と外見が合うようにイラストで表現した。第一号は蔵のコンセプトと同じ「ワイルド・サイドを歩け」とした。これはロックバンド「ヴェルヴェット・アンダーグラウンド」のリーダーであったルー・リードの曲に由来し、「誰も通らないような道を“あえて”進もう」という思いが込められている。
こうして日本酒の概念を覆す酒が誕生したが、当時は厳しい声が上がった。イラストで注目させているんじゃないか等、辛口な意見をもらうが、馬宮は何を言われても気にしなかった。
“ジャケ買い”したくなるようなキャッチーなラベルデザインと普段日本酒を飲まない人向けに振り切った味わいのお酒は、若い女性を中心に多くのファンを獲得していくこととなる。SNSやインターネットでも話題を呼ぶこととなり、今では10年前の約3倍となる年間650石を生産するまでになった。2017年には徳島酵母の改良版も開発し、さらに新しい日本酒を生み続け、銘柄は30種類を超える。保守的な常識や既存の価値観にとらわれず、時代の先を目指し、チャレンジを続けている。
蔵で生まれた3人の娘も、長女、次女が東京農業大学で醸造学を学ぶなど、酒造りに関係し、三芳菊酒造では3姉妹が醸した日本酒も販売する。
また、趣味の音楽好きから、アナログレコードを収集しており、約12,000枚所有する。